# LG 옵티머스 뷰
LG 옵티머스 뷰(LG Optimus Vu)는 2012년 2월 모바일 월드 콩그레스 2012에서 공개하여, LG전자에서 2012년 3월에 출시한 안드로이드 패블릿 스마트폰이다.
LG 옵티머스 시리즈의 G/뷰/L/F 라인 중 뷰라인으로, 삼성 갤럭시 노트의 대항마로서 출시되어 4 : 3 비율의 디스플레이를 채택하였으며, 러버듐 펜이 기본 구성품으로 들어있다.
대한민국, 일본, 미국 모델은 안드로이드 2.3.5 진저브레드를 탑재하여 출시하였으며, 이후 밸류팩 업그레이드와 함께 4.0.4 아이스크림 샌드위치로 업그레이드 되었다.
글로벌 모델은 2012년 8월에 유럽, 독립국가연합, 남아메리카의 등지에서 출시되었다.

## 러버듐 펜 스타일러스
러버듐 펜은 옵티머스 뷰에 기본적으로 탑재되어있는 터치펜으로, 해당 모델에서만 사용가능하다.

## 운영 체제 업그레이드

### 안드로이드 4.0.4 아이스크림샌드위치 업그레이드
글로벌 모델은 4.0.4 아이스크림샌드위치를 탑재하여 출시했다.

### 안드로이드 4.1.2 젤리빈 업그레이드
2013년 4월 16일 대한민국에서 SK텔레콤 모델을 시작으로 4.1.2 젤리빈으로 마지막 업그레이드가 완료되었다.

## 기능

### Q 메모
Q메모를 어느화면에서나 보며 이중플레이 할 수 있는 겹쳐사용하기 모드를 사용하면 Q메모를 보면서 다른 애플리케이션을 동시에 사용할 수 없다.

### 노트북
러버듐 펜을 통한 다양한 노트 필기를 비롯하여, 디자인, 수식인식, 문자인식, 도형인식 등을 할 수 있게 하는 기능이다.

### Q 보이스
음성시스템으로, 말을 해서 각종 기능을 실행하거나 원하는 것을 찾을 수 있다. 애플의 시리, 삼성전자의 S 보이스와 유사하다.
LG전자의 독자기술인 베르니케기술을 사용하여서 높은 인식률과 재미있는 멘트를 쓰기도 한다.
밸류팩(Value Pack) 업그레이드라는 이름의 업그레이드로, 4.0.4 아이스크림 샌드위치 업그레이드와 함께 추가된 기능이며, 글로벌 모델은 처음부터 탑재되어 있었다.

### Q 슬라이드
기존의 화면에 최대 2개의 다른 작업창을 열어 최대 3개의 작업을 동시에 처리할 수 있게 하는 기능이며, 작업창의 투명도 조절, 위치 이동, 사이드 조절을 이용하여 원하는대로 배치하여 볼 수 있다.
4.1.2 젤리빈 업그레이드와 함께 추가된 기능이다.
큐틸리션의 현리적 기능:헤벌통신
헤벌통신은 내가 전화를 하는 중일 때
같이 전화를 받게 되는 기능이다.
이 기능은 사용하지 않는 게 좋을 것이다.

## 출시국가

### LTE모델
- 대한민국
- 일본
- 미국 : 인퓨이트라는 모델명으로 출시

### 글로벌 모델
- 독일
- 브라질
- 중국
- 러시아
- 영국

## 경쟁 기종
- 삼성 갤럭시 노트

## 같이 보기
- 스마트폰 비교